# Église Notre-Dame de Mesumundu
L’église Notre-Dame (en italien : Chiesa di Nostra Signora di Mesumundu) est une église située dans la commune de Siligo en Sardaigne en Italie, datant du VIe siècle et réaménagée aux Xe – XIe siècles.

## Historique
Située dans le complexe archéologique du même nom, cette église a été construite au VIe siècle sous le pontificat de Grégoire Ier, quand l'île faisait partie de l'Empire byzantin, sur une structure préexistante romaine.
Le Byzantins ont réutilisé les murs des thermes romains, ainsi qu'une portion de l'aqueduc. Selon certaines sources, l'édifice aurait pu être utilisé comme un baptistère. Cependant, il est également possible qu'il ait été utilisé pour la purification des malades à travers un rite d'immersion.

Au Xe siècle l'édifice a été donné par le juge du judicat de Logudoro Barisone Ier de Torres à l'abbaye du Mont-Cassin.
Lorsque les moines ont adapté le bâtiment aux habitudes de l'Église catholique, ils ont entre autres ajouté une abside et créé une nouvelle entrée.
Le 4 juin 1147, Gonario II de Torres, alors qu'il se rendait en Terre Sainte pour visiter le Saint-Sépulcre, passa à Mont-Cassin : à cette occasion, il publia, en faveur de l'abbé Rainaldo di Collemezzo, un document confirmant toutes les donations et concessions faites au monastère dans les documents de ses prédécesseurs,.
Vers la fin du XIXe siècle et au début du XXe siècle, l'historien de l'architecture Dionigi Scano s'intéressa à l'église, qui prit également en charge un projet de restauration qui ne fut jamais réalisé. Entre la fin des années 50 et le début des années 60, après deux campagnes de fouilles, l'archéologue Guglielmo Maetzke a publié deux études sur les vestiges préexistants de l'époque romaine et établit la datation du temple au VIe siècle.